# Contea autonoma yao di Du'an
La contea autonoma yao di Du'an (都安瑶族自治县S, Dū'ān Yáozú ZìzhìxiànP) è una contea della Cina, situata nella regione autonoma di Guangxi e amministrata dalla prefettura di Hechi.